# Troy Donahue
Troy Donahue, pseudonimo di Merle Johnson Jr. (New York, 27 gennaio 1936 – Santa Monica, 2 settembre 2001), è stato un attore statunitense.

## Biografia
Studente di Giornalismo alla Columbia University, si trasferì a Hollywood dove debuttò come attore nel 1957. Tra i suoi primi film, l'horror Ricerche diaboliche e il dramma Il trapezio della vita, entrambi del 1958.
Nel 1959 si legò alla casa di produzione Warner Bros., che lo lanciò nel ruolo di protagonista nel film Scandalo al sole, accanto a Sandra Dee. Sull'onda del successo ottenuto, anche grazie al suo sex-appeal che ne fece l'idolo delle teenager degli anni sessanta, Donahue interpretò successivamente, sempre per la Warner Bros., Vento caldo (1961), con Claudette Colbert e Karl Malden, con la colonna sonora di Max Steiner, già autore delle musiche di Scandalo al sole.
Solo pochi anni dopo questi successi, la parabola artistica di Donahue era già in declino, anche se egli continuò la sua carriera di attore fino ai primi anni novanta, interpretando complessivamente una sessantina di film e recitando in alcuni popolari telefilm americani. Nel 1974, il regista Francis Ford Coppola, suo ex compagno di studi all'accademia militare, gli affidò un piccolo ruolo nel film Il padrino - Parte II, in cui Donahue fu accreditato con il suo vero nome, Merle Johnson.
La sua figura ha parzialmente ispirato il personaggio di Troy McClure della serie animata I Simpson.
Troy Donahue è stato sposato quattro volte e ha avuto due figli, Sean e Janine.
Colpito da attacco cardiaco il 30 agosto del 2001, morì tre giorni dopo al Saint John's Health Center di Santa Monica, all'età di 65 anni.

## Filmografia parziale

### Cinema
- Sotto la minaccia (Man Afraid), regia di Harry Keller (1957)
- L'uomo dai mille volti (Man of a Thousand Faces), regia di Joseph Pevney (1957)
- Il trapezio della vita (The Tarnished Angels), regia di Douglas Sirk (1957)
- La meteora infernale (The Monolith Monsters), regia di John Sherwood (1957)
- Lo strano caso di David Gordon (Flood Tide), regia di Abner Biberman (1958)
- Summer Love, regia di Charles F. Haas (1958)
- Live Fast, Die Young, regia di Paul Henreid (1958)
- La tentazione del signor Smith (This Happy Feeling), regia di Blake Edwards (1958)
- Eredità selvaggia (Wild Heritage), regia di Charles F. Haas (1958)
- Gli evasi del terrore (Voice in the Mirror), regia di Harry Keller (1958)
- In licenza a Parigi (The Perfect Furlough), regia di Blake Edwards (1958)
- Ricerche diaboliche (Monster on the Campus), regia di Jack Arnold (1958)
- Lo specchio della vita (Imitation of Life), regia di Douglas Sirk (1959)
- Scandalo al sole (A Summer Place), regia di Delmer Daves (1959)
- Il cielo è affollato (The Crowded Sky), regia di Joseph Pevney (1960)
- Vento caldo (Parrish), regia di Delmer Daves (1961)
- Qualcosa che scotta (Susan Slade), regia di Delmer Daves (1961)
- Gli amanti devono imparare (Rome Adventure), regia di Delmer Daves (1962)
- Giorni caldi a Palm Springs (Palm Springs Weekend), regia di Norman Taurog (1963)
- Far West (A Distant Trumpet), regia di Raoul Walsh (1964)
- Nodo scorsoio (My Blood Runs Cold), regia di William Conrad (1965)
- Come Spy with Me, regia di Marshall Stone (1967)
- Quei fantastici pazzi volanti (Jules Verne's Rocket to the Moon), regia di Don Sharp (1967)
- The Phantom Gunslinger, regia di Albert Zugsmith (1970)
- Il padrino - Parte II (The Godfather: Part II), regia di Francis Ford Coppola (1974)
- Bulldozer (Grandwiew U.S.A.), regia di Randal Kleiser (1984)
- Dr. Alien - Dallo spazio per amore (Dr. Alien), regia di David DeCoteau (1989)
- Le voci del silenzio (Sounds of Silence), regia di Peter Borg (1989)
- Risvegli da un coma glaciale (The Chilling), regia di Deland Nuse (1989)
- Doppio guaio a Los Angeles (Double Trouble), regia di John Paragon (1992)
- The Pamela Principle, regia di Paul Thomas (1992)

### Televisione
- Sugarfoot – serie TV, episodio 3x02 (1959)
- Tales of Wells Fargo – serie TV, episodio 3x27 (1959)
- Maverick – serie TV, episodio 3x01 (1959)
- Gli uomini della prateria (Rawhide) – serie TV, episodio 1x02 (1959)
- The Alaskans – serie TV, episodio 1x30 (1960)
- Indirizzo permanente (77 Sunset Strip) – serie TV, 2 episodi (1960-1961)
- Surfside 6 – serie TV, 47 episodi (1960-1962)
- Hawaiian Eye – serie TV, 22 episodi (1959-1963)
- Il virginiano (The Virginian) – serie TV, episodio 7x25 (1969)
- Ellery Queen – serie TV, episodio 1x17 (1976)
- CHiPs – serie TV, episodio 2x01 (1978)

## Doppiatori italiani
Nelle versioni in italiano delle opere in cui ha recitato, Troy Donahue è stato doppiato da:
- Massimo Turci in Scandalo al sole, Ricerche diaboliche, Lo specchio della vita
- Cesare Barbetti in Il trapezio della vita, Il cielo è affollato
- Giuseppe Rinaldi in Vento caldo, Nodo scorsoio
- Aleardo Ward in La meteora infernale
- Gianfranco Bellini in Gli evasi del terrore
- Pino Locchi in Qualcosa che scotta
- Sergio Rossi in Far West
- Gianni Marzocchi in Il padrino - Parte II
- Michele Gammino in Ellery Queen
- Fabrizio Pucci in Il padrino - Parte II (ridoppiaggio)